# Флавий Евтарик Циллика
Флавий Евтарик Циллика (Эвтари́х; лат. Flavius Eutharicus Cillica) — знатный остгот, ранние годы жизни проведший при дворе правителей Вестготского королевства в Иберии (современная Испания). В начале VI века занимал пост римского консула и именовался «сыном по оружию» (filius per arma) при византийском императоре Юстине I. Он был зятем и вероятным преемником короля остготов Теодориха Великого, но умер в 522 году в возрасте 42 лет, раньше, чем смог унаследовать титул Теодориха. Теодорих заявлял, что Евтарик являлся потомком готского королевского дома Амалов, и это принималось во внимание при его женитьбе на дочери Теодориха Амаласунте, имевшей целью объединить Королевства готов, основать династию Теодориха и в дальнейшем укрепить власть готов над Италией.
В год его консульства в 519 году отношения с Восточной Римской империей находились на подъёме, завершилась акакианская схизма между Восточной и Западной христианскими церквями. Будучи номинально государственным деятелем, политиком и солдатом Римской империи, Евтарик в то же время был арианином, чьи взгляды вступали в противоречие с католическим большинством; проводя толерантную политику Теодориха в отношении евреев в бытность консулом, он вызвал по отношению к себе негодование местных католиков, чьи традиции были менее толерантны. Последовавшая за беспорядками в Равенне, где католики сожгли несколько синагог, поддержка Евтариком евреев Равенны была отмечена с возмущением в отрывках рукописи современника.
По причине смерти Евтарика его сын Аталарих на протяжении непродолжительного времени занимал трон Остготского королевства, но скончался в возрасте 18 лет. После смерти Аталариха вдова Евтарика переехала в Константинополь, где впоследствии предприняла неудачную попытку основать династию.

## Консулат
В 498 году, будучи номинальным имперским наместником в Италии, Теодорих получил право выставлять кандидата от Запада для ежегодной консульской пары. Однако он был связан ограничениями: избирать на этот пост только римских граждан. Чтобы продвинуть Евтарика, Теодорих решил назначить его консулом на 519 год. А чтобы преодолеть ограничения, наложенные на его право выдвигать кандидатов, и из-за своего благорасположения к Теодориху Юстин самостоятельно выдвинул Евтарика на эту должность.
Утверждение состоялось, и в январе 519 года Евтарик занял пост консула Запада. Император Юстин I пытался восстановить связи с Теодорихом, пребывавшие в натянутом состоянии в правление Анастасия I, дарованием Евтарику римского гражданства, принятием его в качестве соконсула и называя его «сыном по оружию». Он оказывал в дальнейшем благорасположение и Евтарику, уступая ему старшинство в консульстве. Сообщается, что на праздновании вступления в должность было «впечатляющее зрелище диких животных, доставленных из Африки» и что присутствовавший дипломат, патриций Симмах, посланный судом Восточной Империи в Италию, был «поражён богатствами, дарованными готам и римлянам».
В этот период Евтарику посвятил хвалебную речь Кассиодор, который прочёл её в Сенате, сравнивая Евтарика с великими консулами прошлого. В короткой Хронике, которую Кассиодор написал в качестве поздравления Евтарика с его консульством, акцент сделан на восхождении Евтарика на высокий гражданский пост, а не на военных победах, что было привычно для старой готской знати. Период консульства Евтарика характеризуется как период расцвета в Западной Римской империи гражданского законодательства. В марте 519 года акакианская схизма, которая разделяла восточную и западную христианские церкви на протяжении 35 лет, была завершена, и церкви примирились. Благодаря процветанию, которое пережило население Римской империи, год консулата Евтарика называли «[годом] светлых надежд Королевства готов».
Католическая хроника того времени Аноним Валезия описывает деятельность Евтарика в негативном свете, связывая его с принятием стороны евреев в правах на синагогу в Равенне; неодобрение вызвало конфликт между арианами и католиками, когда арианин Евтарик занял сторону еврейского народа.

## Смерть и наследие
Евтарик умер в 522 году в возрасте 42 лет, менее чем через три года после своего консульства. Его смерть создала ряд проблем для Теодориха, который так и не преуспел в своём желании основать сильную готскую династию. Несмотря на то, что у Евтарика и Амаласунты был сын Аталарих, родившийся в 518 году, и дочь Матасунта, династию так и не удалось основать надёжным образом. Теодорих пережил Евтарика, а его сына Аталариха Теодорих провозгласил своим преемником в 526 году. Мать Аталариха Амаласунта была регентом у своего сына в течение следующего года после смерти Теодориха, но Аталарих умер в октябре 534 года в возрасте 18 лет. Для сохранения своего влияния Амаласунта возвела на трон своего двоюродного брата, племянника Теодориха, Теодахада. Несмотря на то, что он принёс Амаласунте клятву верности, Теодахад поддался подозрительности и в декабре 534 года заключил её на одном из островов на озере Больсена, где она в конечном счёте и была убита 30 апреля 535 года.